# Jiří Černý (Mathematiker)
Jiři Černý  (* 22. März 1975 in Plzeň, Tschechoslowakei) ist ein tschechischer Mathematiker. Er ist Professor für Stochastik an der Fakultät für Mathematik der Universität Wien.
Černý studierte 1993 bis zum Diplom 1998 Physik an der Karls-Universität Prag und ab 1999 an der École polytechnique fédérale de Lausanne. In Lausanne promovierte er 2003 bei Gérard Ben Arous in Mathematik zum Thema On two properties of strongly disordered systems, aging and critical path analysis. Als Post-Doktorand war er am Weierstraß-Institut für Angewandte Analysis und Stochastik, ab 2005 an der École polytechnique fédérale de Lausanne am Lehrstuhl für stochastische Modellierung und ab 2007 als Hopf Lecturer an der Eidgenössischen Technischen Hochschule Zürich tätig. Im Februar 2012 wurde Černý als Professor für Mathematik an die Universität Wien berufen.
Zu seinen Spezialgebieten zählen Wahrscheinlichkeitstheorie, Statistische Mechanik, Spin-Gläser und Perkolationstheorie.

## Werke (Auswahl)
- mit Gérard Ben Arous: Dynamics of trap models. Mathematical statistical physics, 331–394, Elsevier B. V., Amsterdam, 2006. pdf
- mit Ben Arous: Scaling limit for trap models on {\displaystyle \mathbb {Z} ^{d}}. Ann. Probab. 35 (2007), no. 6, 2356–2384.
- mit Ben Arous: The arcsine law as a universal aging scheme for trap models. Comm. Pure Appl. Math. 61 (2008), no. 3, 289–329.